# Cratere Irbit
Irbit  è un cratere sulla superficie di Marte.